# Homichloda
Homichloda (лат.) — род жуков-листоедов (Chrysomelidae) из трибы земляные блошки (Alticini, Galerucinae). 3 вида. Африка (Замбия, Кения, ЮАР, Танзания) и остров Сокотра (Йемен).

## Описание
Мелкие жуки (около 5 мм) желтовато-коричневого цвета. Обладают прыгательными задними ногами с утолщёнными бёдрами. Усики 11-члениковые (3-й сегмент короче первого), короткие и не достигают середины надкрылий. Пронотум голый, без волосков. Надкрылья тонко пунктированные. Питаются растениями (Acacia, Fabaceae).

## Виды
- Homichloda barkeri  (Jacoby, 1903)
- Homichloda fulva  Cox, 1997
- Homichloda pauli Weise, 1902typus